# Procès pour complot devant la Haute Cour (1899)
Vous pouvez aider à l'améliorer ou bien discuter des problèmes sur sa page de discussion.
- Le fond est à vérifier. Si vous venez d’apposer le bandeau, merci d’indiquer ici les points à vérifier. (Marqué depuis juin 2018)

Vous pouvez aider à l'améliorer ou bien discuter des problèmes sur sa page de discussion.
- Il ne s’appuie pas, ou pas assez, sur des sources secondaires ou tertiaires. (Marqué depuis juin 2018)

- Archive Wikiwix
- Bing
- Cairn
- DuckDuckGo
- E. Universalis
- Gallica
- Google
- G. Books
- G. News
- G. Scholar
- Persée
- Qwant
- (zh) Baidu
- (ru) Yandex
- (wd) trouver des œuvres sur Wikidata

Le procès de plusieurs meneurs et agitateurs nationalistes, antisémites ou royalistes français, accusés de complot contre le régime républicain, s'est tenu devant les sénateurs réunis en Haute Cour du 18 septembre 1899 au 4 janvier 1900.
Les accusations de « complot » et de « tentative d'attentat contre la sûreté intérieure de l’État » portaient sur les activités des nationalistes en lien, entre autres, avec la tentative de coup d'État du 23 février 1899 (qui a déjà été jugée en mai 1899), et les affrontements de « Fort Chabrol » (août-septembre 1899), dans le contexte de l'agitation liée à l'affaire Dreyfus. Sur dix-sept accusés, cinq furent condamnés (Buffet ; Déroulède ; Habert ensuite rejugé ; Lur-Saluces par contumace puis rejugé ; Guérin) à des peines allant de cinq années de bannissement à dix années de prison. Les condamnés ont finalement été amnistiés en 1905.

## Contexte

### L'agitation antidreyfusarde
L'agitation politique entourant l'affaire Dreyfus depuis 1898 atteint son paroxysme l'année suivante, au début du mandat présidentiel d'Émile Loubet. Une partie de l'opposition au régime tente alors de tirer profit du mouvement antidreyfusard pour ébranler la IIIe République.
Cette activité simultanée des ligues avait déjà donné lieu à des rumeurs de complot dès septembre-octobre 1898. Plusieurs journaux avaient alors affirmé qu'un coup d’État se préparait avec la complicité de généraux antidreyfusards, dont Zurlinden, qui venait de démissionner du ministère de la Guerre, et que ce projet était fomenté par les principaux leaders d'opinion nationalistes : Drumont, Rochefort et surtout Déroulède, dont la Ligue des patriotes (LDP) avait été reconstituée peu de temps auparavant. Le 25 octobre 1898, jour de rentrée des chambres, des manifestations avaient eu lieu dans les rues de Paris contre le gouvernement Brisson. Cependant, malgré le climat de tension à la Chambre (la chute du ministère Brisson, prévisible, a été précédée par la démission brutale et irrégulière du général Jules Chanoine) et mis à part quelques violences marginales (Jules Guérin, leader antisémite financé par les royalistes, et plusieurs de ses sbires ont roué de coups un policier), les manifestants avaient fini par se disperser dans le calme.

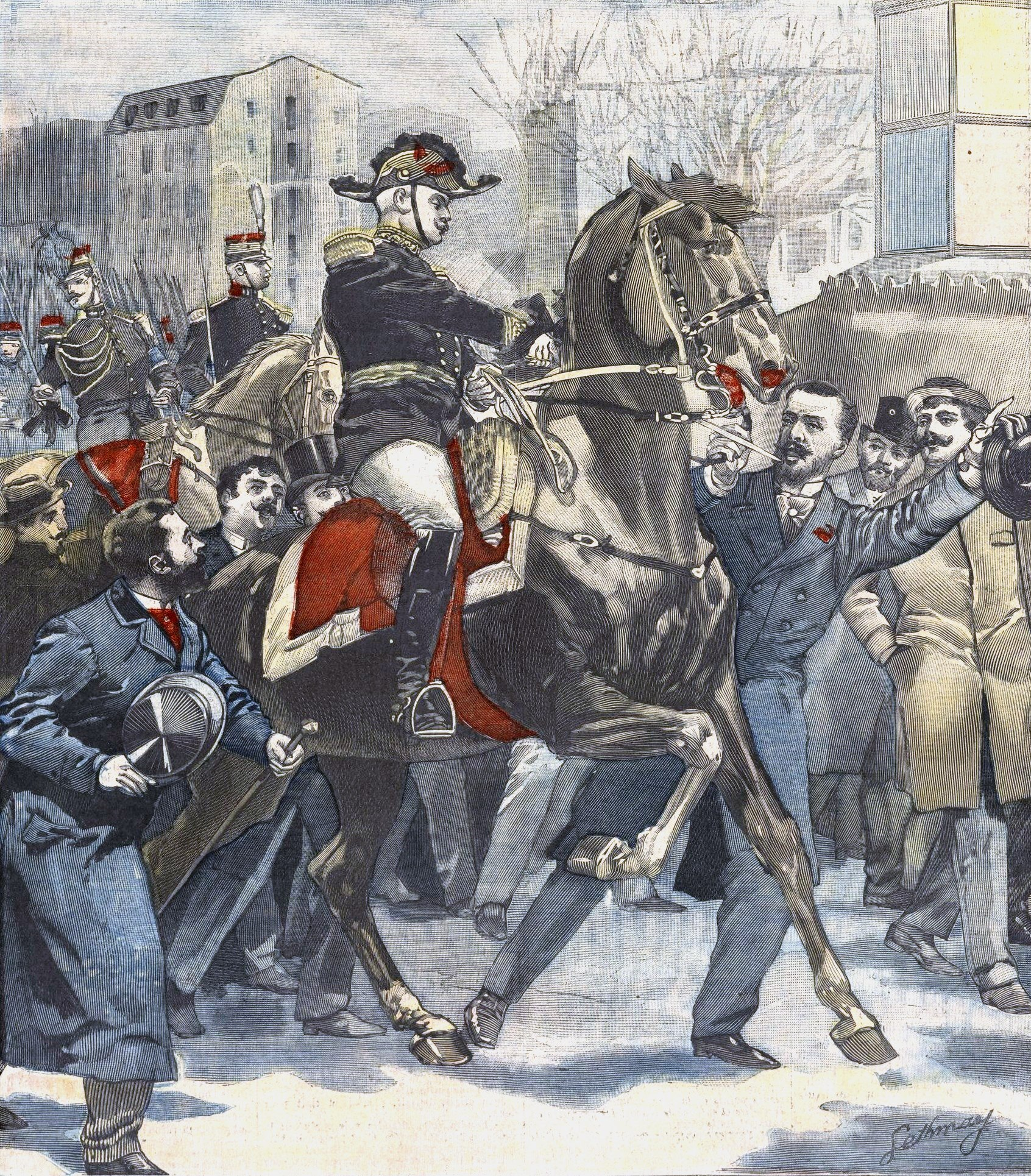
Tentative du 23 février 1899 : Déroulède saisit la bride du cheval du général Roget.

Le 23 février 1899, en marge des funérailles du président Félix Faure, Déroulède improvise une tentative de coup d’État : au passage de la colonne du général Roget entre la place de la Nation et la caserne de Reuilly, il cherche en vain à convaincre cet officier de marcher sur l’Élysée. Voué à l'échec en raison de l'impréparation, du manque de détermination et de la maigreur des troupes nationalistes, cet essai de coup de force marque cependant les esprits en accréditant les rumeurs de complot qui courent depuis octobre 1898. Or, le 31 mai 1899, les jurés de la cour d'assises de la Seine acquittent Déroulède et son bras-droit Marcel Habert, leur permettant ainsi de narguer le gouvernement et d'annoncer, ouvertement et impunément, de nouveaux actes séditieux. Ciblées par des perquisitions et poursuivies en correctionnelle à partir du 18 avril 1899 pour délit d'association non autorisée, les ligues (dont la LDP, la Ligue antisémitique de Guérin et la Jeunesse royaliste) s'en sortent avec des amendes peu dissuasives.
L'agitation peut donc reprendre sans réelle entrave au début du mois de juin, quand la première condamnation du capitaine Dreyfus par le conseil de guerre est cassée, permettant ainsi un nouveau procès, qui se tient à Rennes. Le 4 juin 1899, de jeunes aristocrates monarchistes profitent de la présence de Loubet au grand steeple-chase d'Auteuil pour organiser une manifestation qui tourne à la bagarre, lors de laquelle le président de la République est agressé par le baron de Christiani. La gauche répond à cette provocation quelques jours plus tard, en marge des courses de Longchamp, mais cette manifestation républicaine dégénère face aux forces de l'ordre.

### La «défense républicaine»

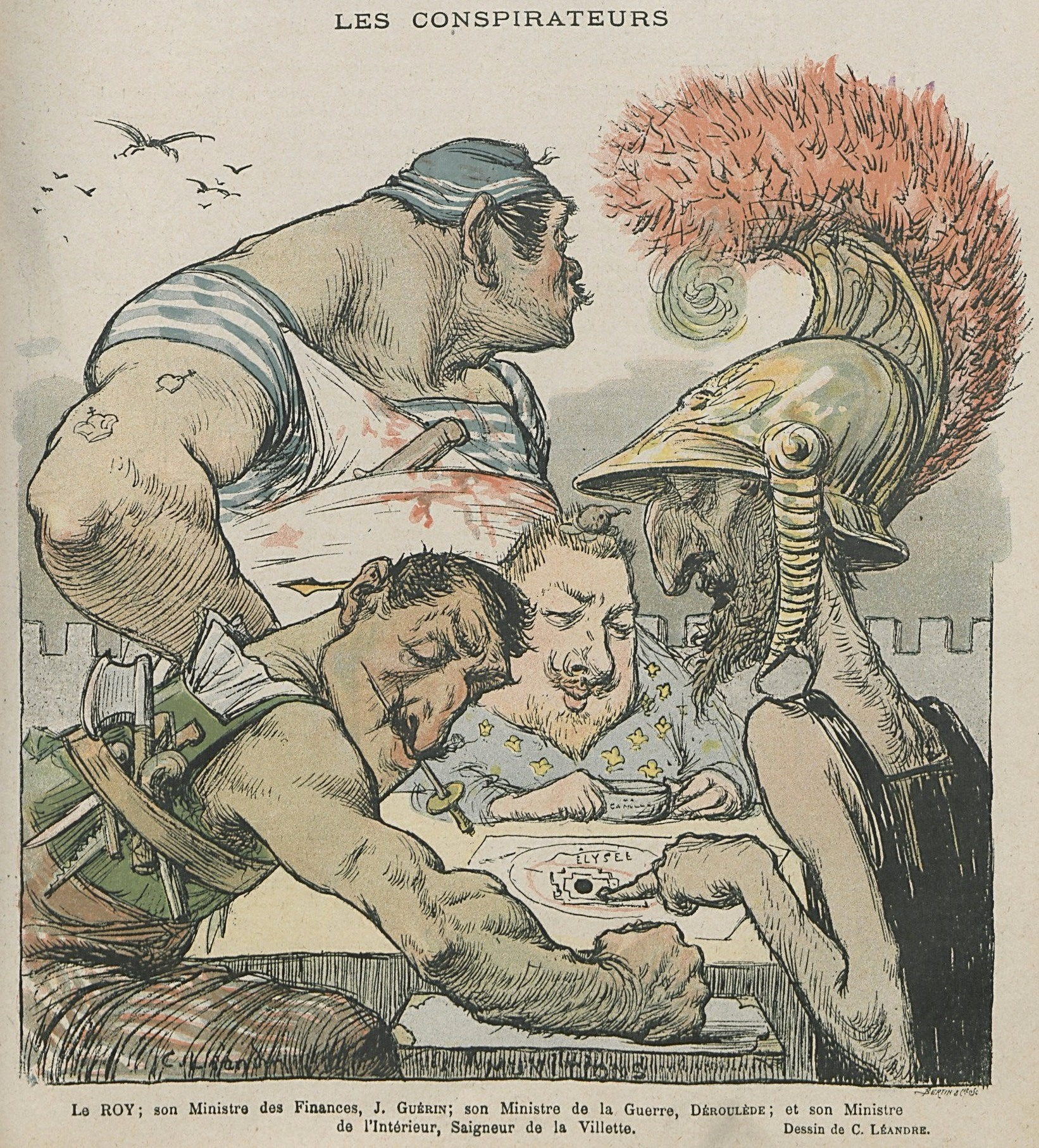
Caricature de Léandre ironisant sur les « conspirateurs » : autour du duc d'Orléans, prétendant royaliste, on retrouve Guérin, Déroulède et un « saigneur » de la Villette.

Critiqué pour l'inadéquation de ses réactions à ces graves événements, le gouvernement Dupuy est renversé le 12 juin 1899 par une chambre des députés « résolue à ne soutenir qu'un gouvernement décidé à défendre avec énergie les institutions républicaines ». Le gouvernement suivant, dirigé par Pierre Waldeck-Rousseau, est par conséquent un ministère de défense républicaine déterminé à mater l'agitation antidreyfusarde, quitte à en exagérer la menace. En effet, malgré leur volonté d'agir dès la fin du procès de Rennes, les ligues nationalistes et monarchistes ne disposent pas d'un plan de coup d’État solide. Elles ont surtout échoué à s'entendre malgré plusieurs conciliabules entre le 15 et le 21 juin 1899, le républicanisme plébiscitaire d'un Déroulède étant peu compatible avec le royalisme ou l'antisémitisme des autres formations antidreyfusardes.
Une enquête sur un éventuel complot est confiée dès le 7 juillet 1899 au préfet de police Lépine. Au début du mois suivant, les informations transmises par un indicateur, « Alger », relaient les bruits d'une conspiration concertée entre les diverses ligues. La conjuration serait appuyée, cette fois-ci, par un général (peut-être Négrier), ainsi que Déroulède l'a imprudemment annoncé lors d'une réunion publique le 16 juillet 1899.
Malgré l'absence d'éléments probants sur la véracité de ces préparatifs, Waldeck-Rousseau, soucieux de prouver sa fermeté ainsi que le bien-fondé de sa politique, lance un vaste coup de filet avec l'aide de Lépine et du nouveau procureur général près la cour d'appel de Paris, Octave Bernard : le 12 août 1899, 67 nationalistes, antisémites et royalistes sont visés par des perquisitions. La police procède également à une vingtaine d'arrestations, dont celle de Déroulède, tandis que d'autres suspects (Habert, Lur-Saluces, Thiébaud et le baron Raoul de Vaux) parviennent à prendre la fuite. Parmi les personnes interpelées, on trouve aussi bien des meneurs de premier plan que des militants plus obscurs, tels que des « bouchers » de la Villette ou encore de jeunes antisémites normands ayant échafaudé un projet peu crédible de prise d'assaut de la préfecture de Caen.
Les bonapartistes (qui étaient représentés par le baron Legoux lors des pourparlers secrets du 21 juin 1899), les rochefortistes et d'autres ennemis déclarés du régime sont quant à eux épargnés, de même que les officiers. La Ligue de la patrie française (LPF), peu active depuis plusieurs mois et dépassée sur sa droite par la dissidence de l'Action française, n'est pas non plus ciblée.
De son côté, le chef antisémite Jules Guérin résiste à son arrestation en se retranchant avec quelques fidèles dans les bureaux de son Grand Occident de France, rue de Chabrol : le siège rocambolesque du « Fort Chabrol » va durer plus d'un mois, peut-être avec la complicité des autorités (notamment Louis Puibaraud, directeur du service des recherches à la préfecture de police), qui trouvent avec cet acte de rébellion très médiatisé une confirmation opportune des menées factieuses des ligues,.

## Procédure de la Haute Cour

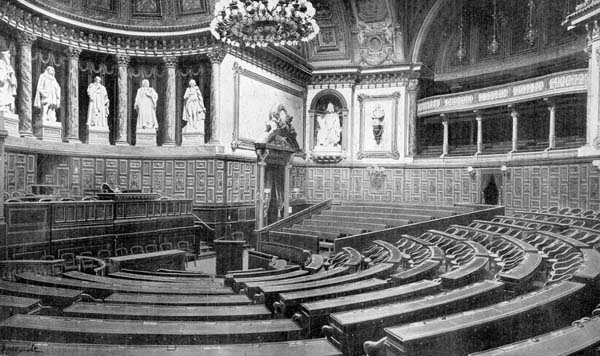
Aménagement de la salle des séances pour le procès.

Le 30 août 1899, le procureur général Octave Bernard remet au garde des Sceaux, Ernest Monis, un rapport du juge d'instruction Albert Fabre (d) contenant les inculpations de « complot » et de « tentative d'attentat contre la sûreté intérieure de l’État », ce dernier crime relevant de la juridiction de la Haute Cour. Monis le transmet à son tour au président de la République. Loubet signe le 4 septembre 1899 un décret convoquant la Haute Cour au palais du Luxembourg pour le 18 septembre 1899 et confiant le ministère public à Bernard. Dix ans auparavant, la Haute Cour s'était déjà réunie pour juger un complot, celui qu'elle attribuait au général Boulanger.
La commission d'instruction formée parmi les sénateurs est présidée par René Bérenger. Or, celui-ci constate bientôt la fragilité du dossier d'accusation, qui est dépourvu de charges sérieuses, d'autant plus que l'affaire de la caserne de Reuilly, déjà jugée en mai, ne peut plus faire l'objet de poursuites, en vertu du principe non bis in idem. Bérenger en avertit Waldeck-Rousseau le 24 septembre 1899, alors que le procès est déjà ouvert depuis plusieurs jours. Un rapport plus consistant est par conséquent rédigé par le commissaire Hennion et antidaté au 4 août 1899.
Sur cette base, la commission présidée par Bérenger rend le 30 octobre 1899 un arrêt rejetant le chef d'inculpation d'attentat (les actes du 23 février 1899 ayant été jugés), retenant celui de complot et déclarant les charges suffisantes contre dix-sept des vingt-deux prévenus mentionnés lors de la première séance de la Haute Cour par le procureur général Bernard.

### Accusés
La galerie ci-dessous présente, par ordre alphabétique, les accusés retenus par l'arrêt du 30 octobre 1899. Les noms des personnes condamnées à l'issue de la procédure apparaissent en gras.

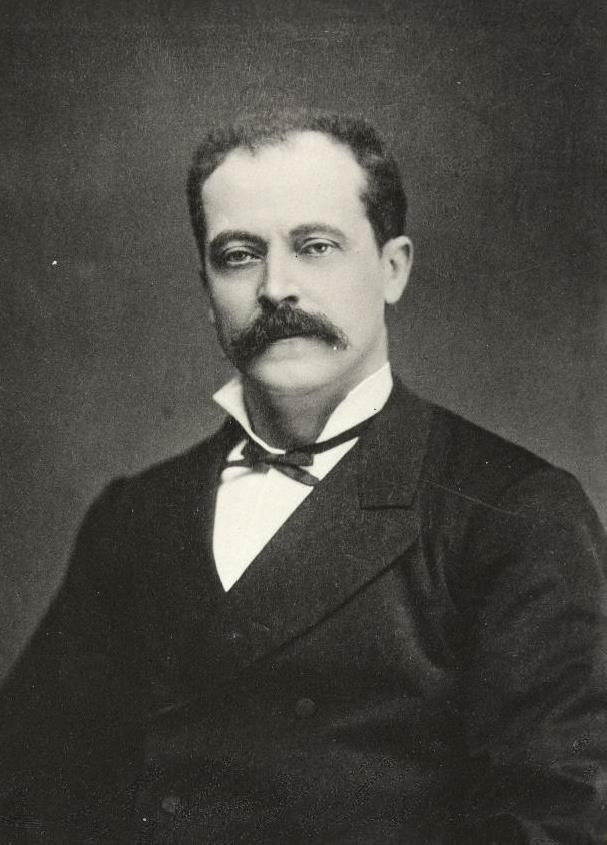
Achille Ballière (LDP)
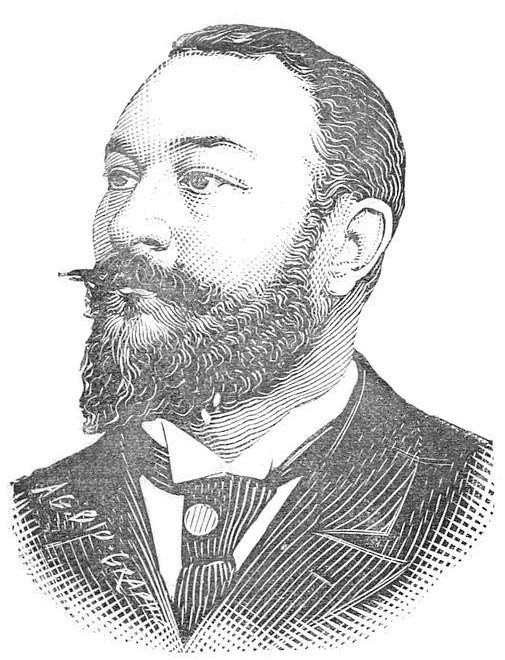
Ernest Barillier (LDP)
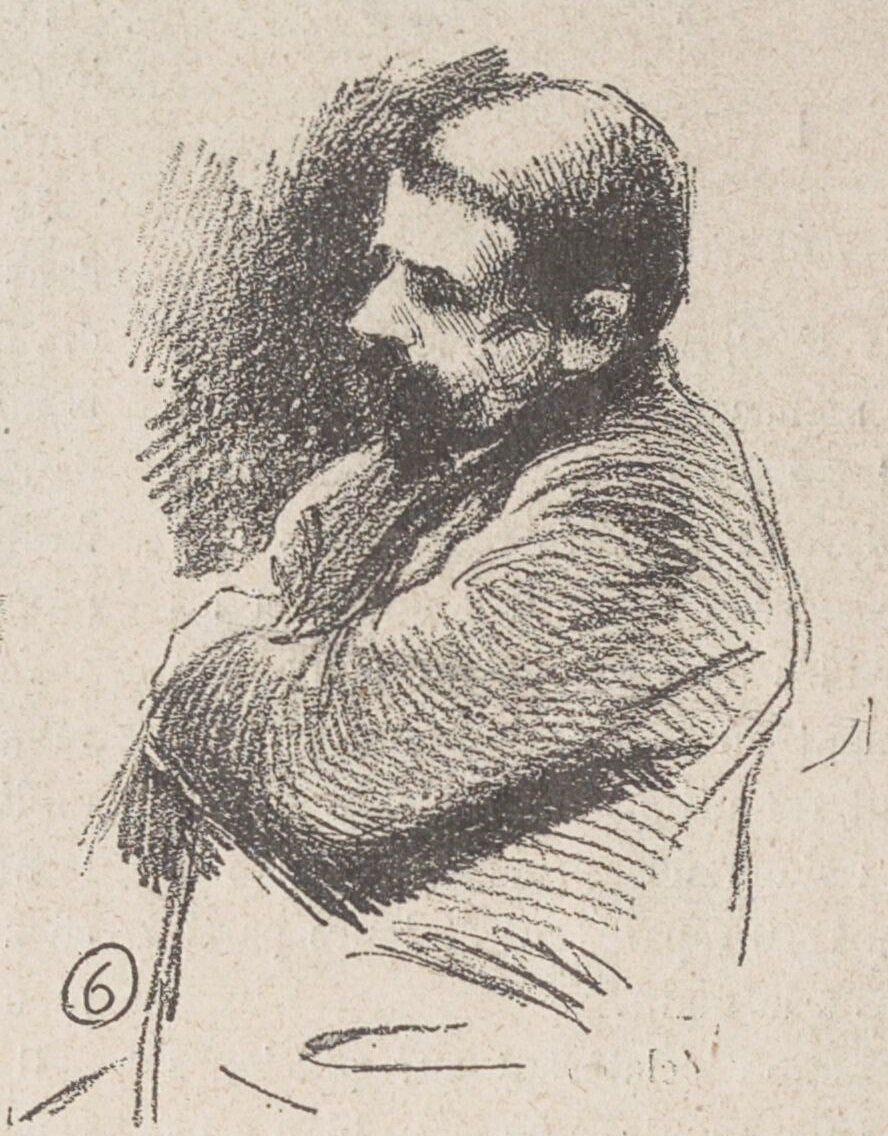
Amédée de Bourmont (R)
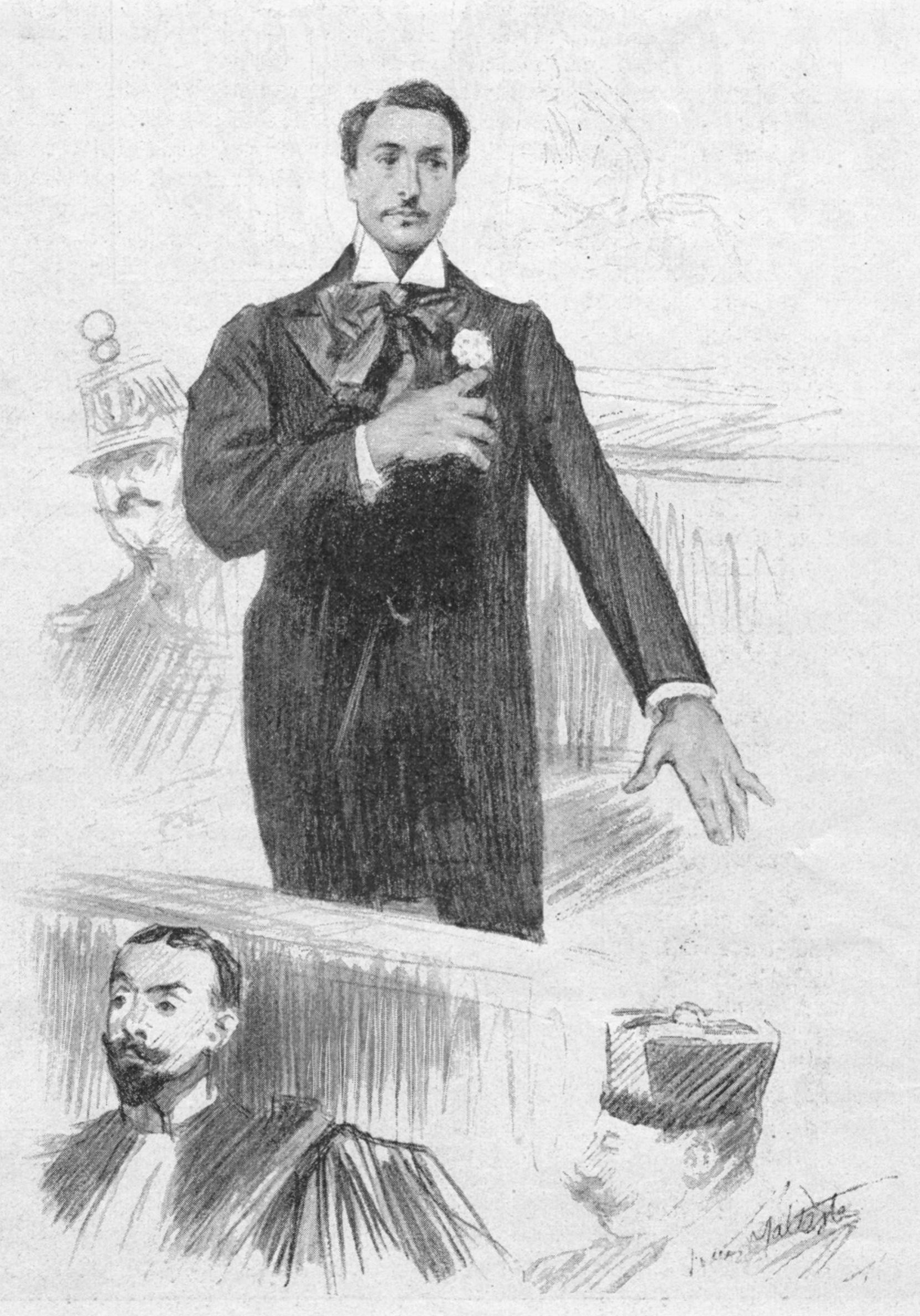
Édouard Brunet (d) (A)
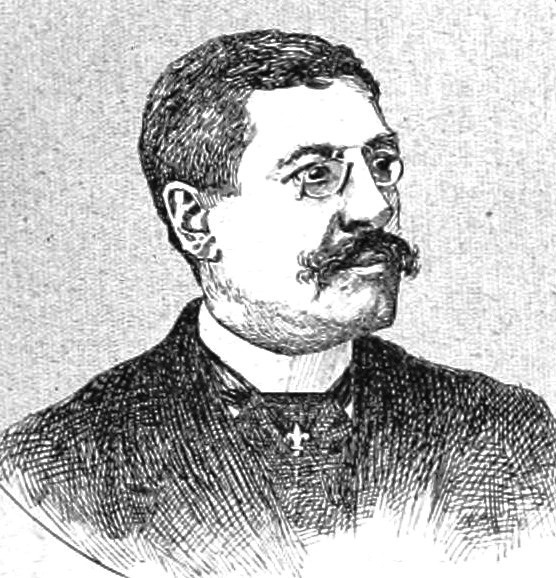
André Buffet (R)
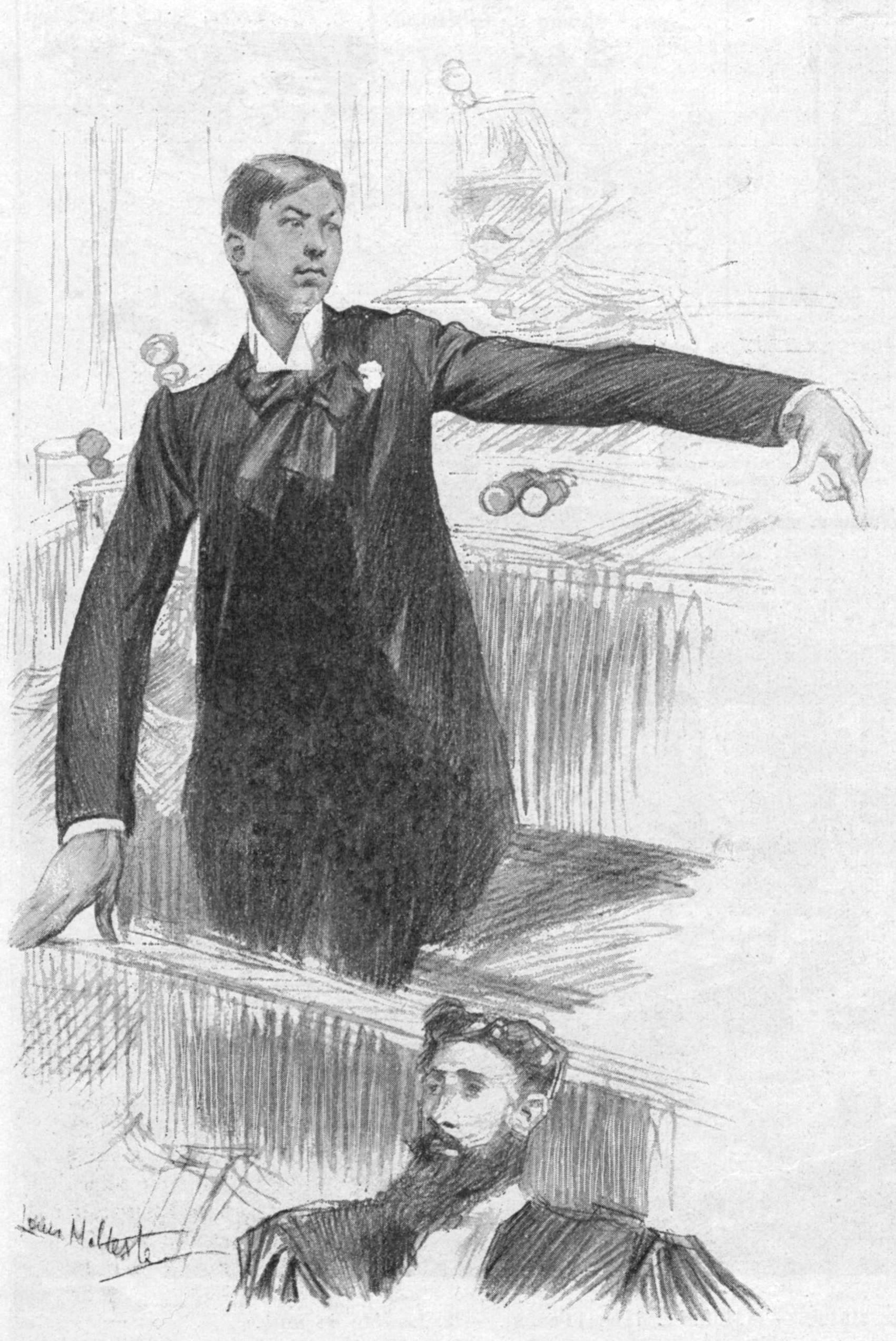
Jacques Cailly (A)
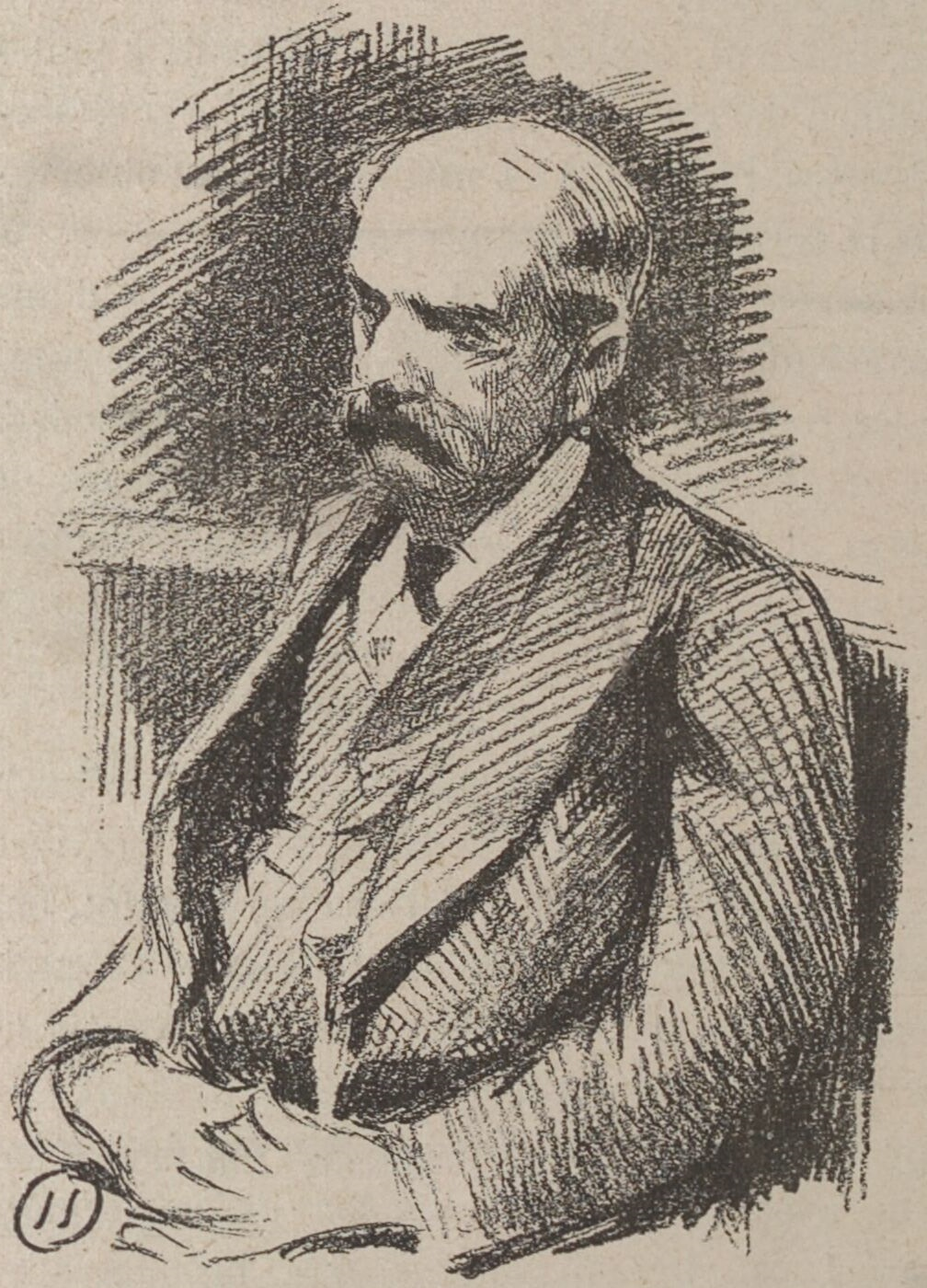
Robert de Chevilly (d) (R)
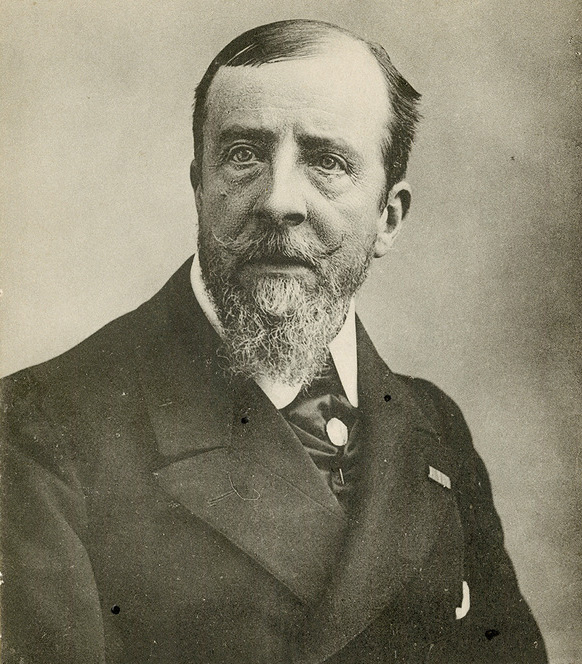
Paul Déroulède (LDP)
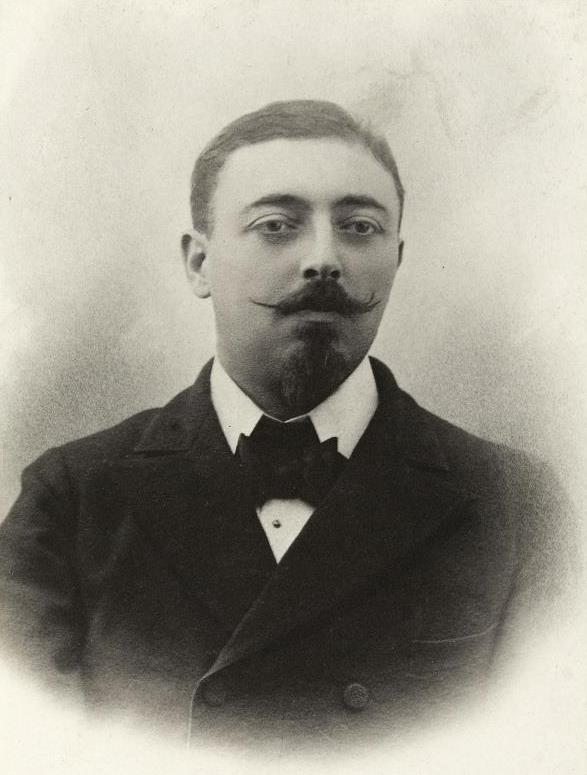
Édouard Dubuc (A)
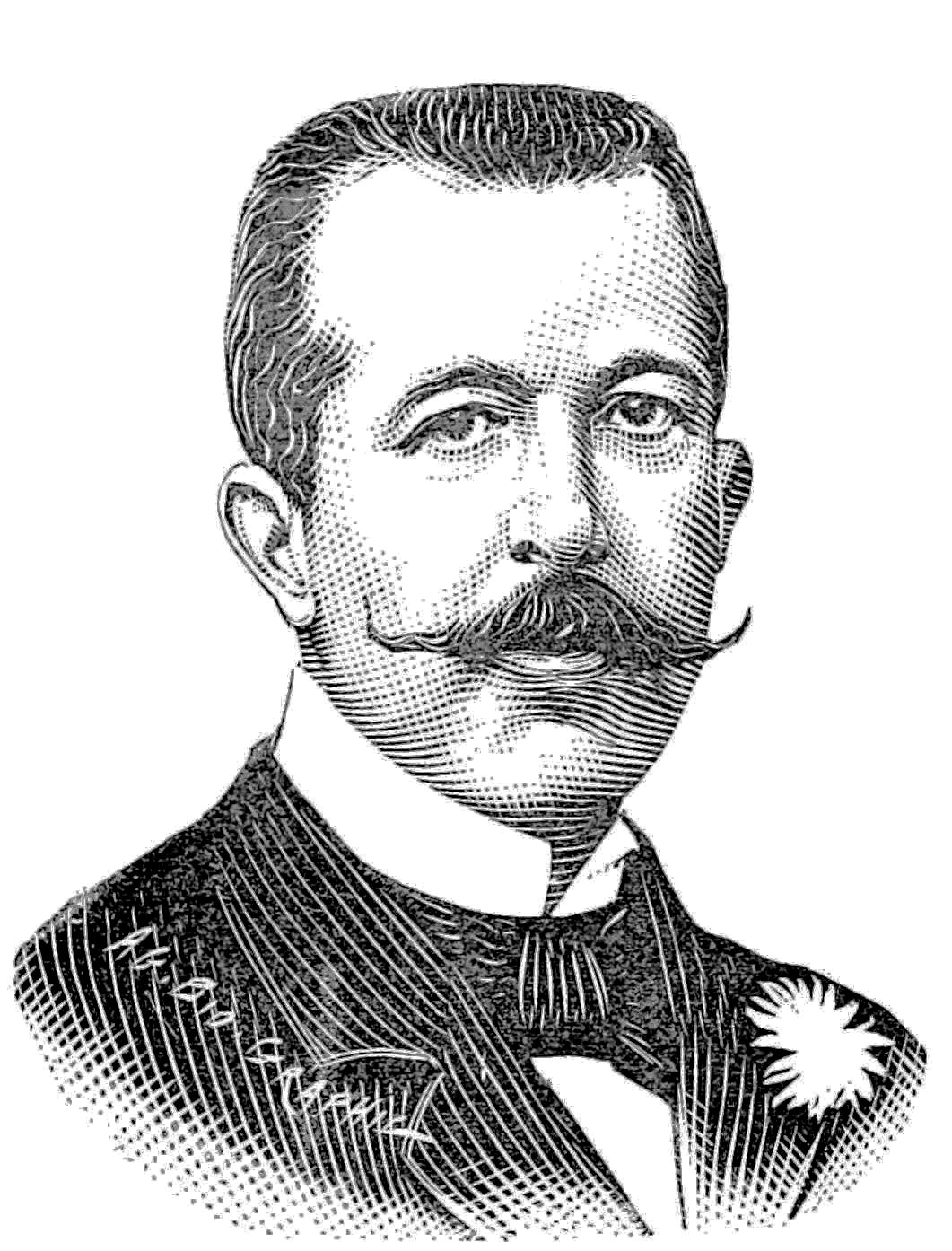
Raoul de Fréchencourt (R)
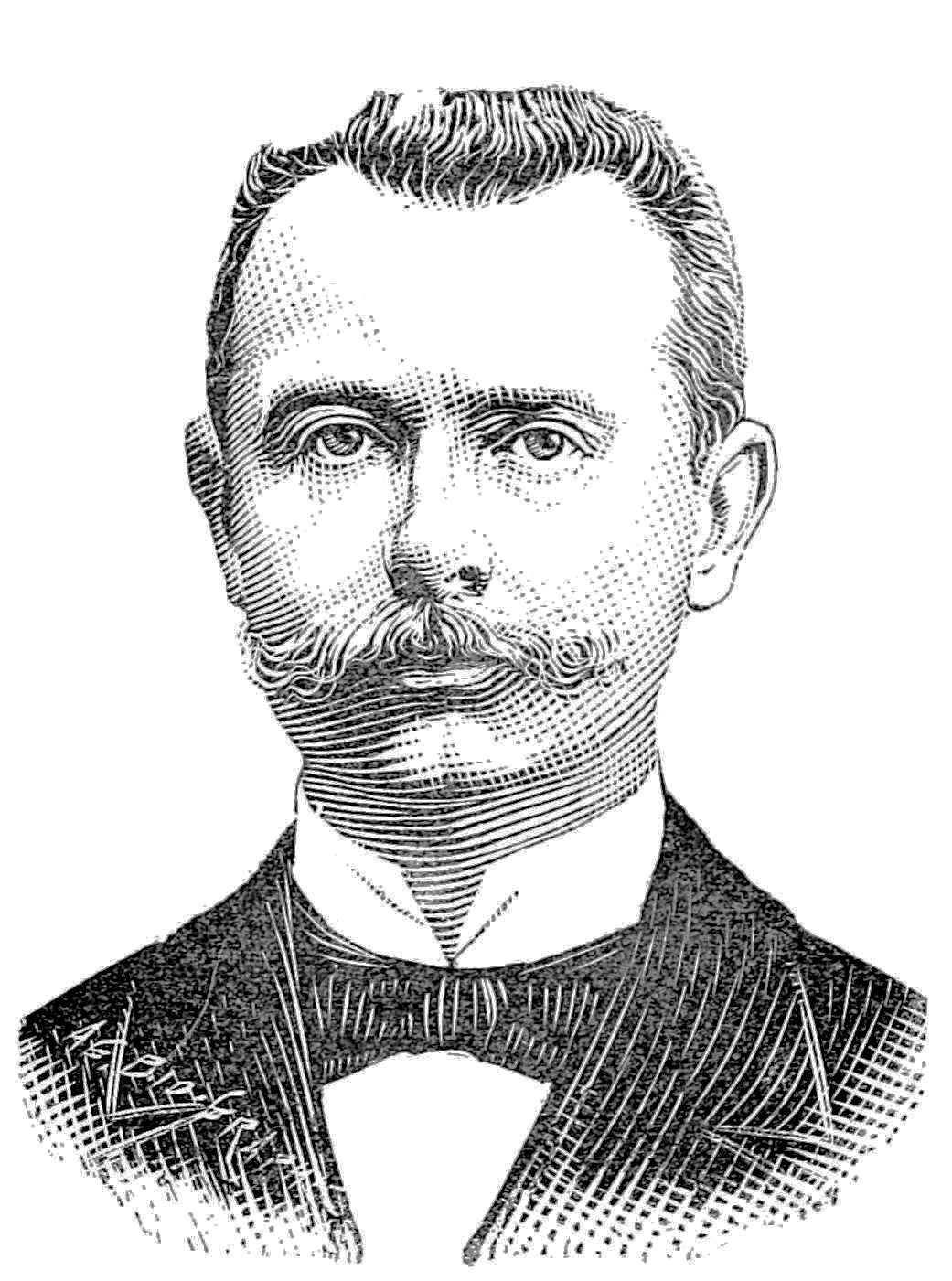
Eugène Godefroy (d) (R)
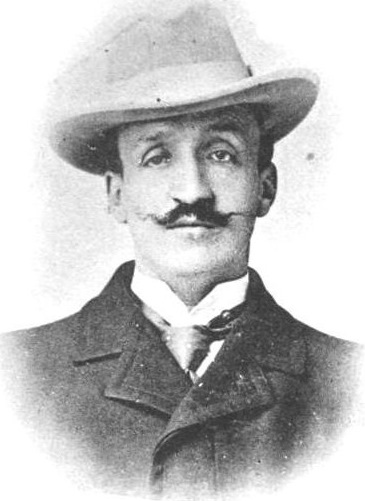
Jules Guérin (A)
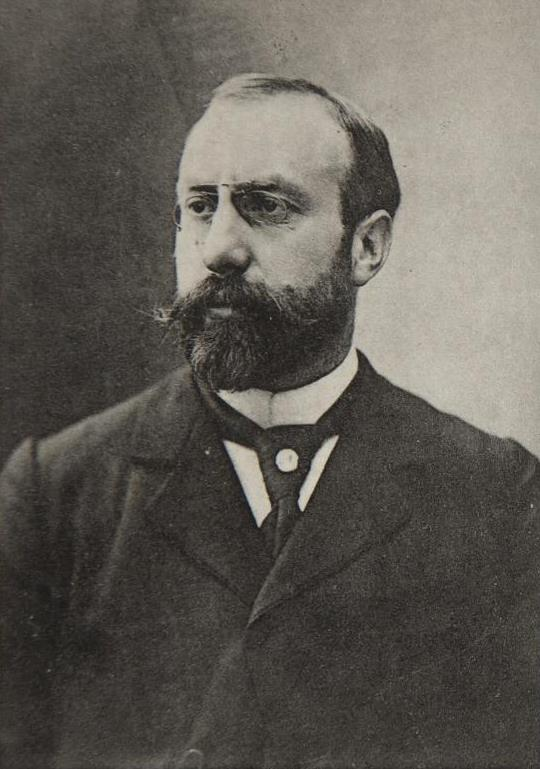
Marcel Habert (LDP, absent jusqu'au 19 décembre)
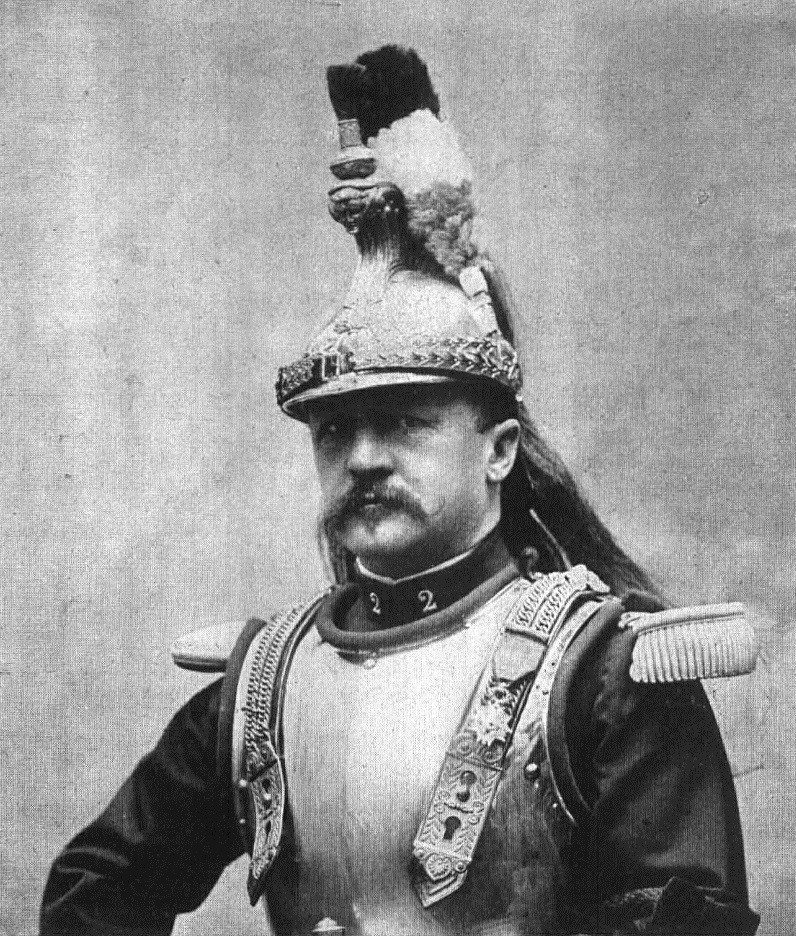
Eugène de Lur-Saluces (R, contumax)
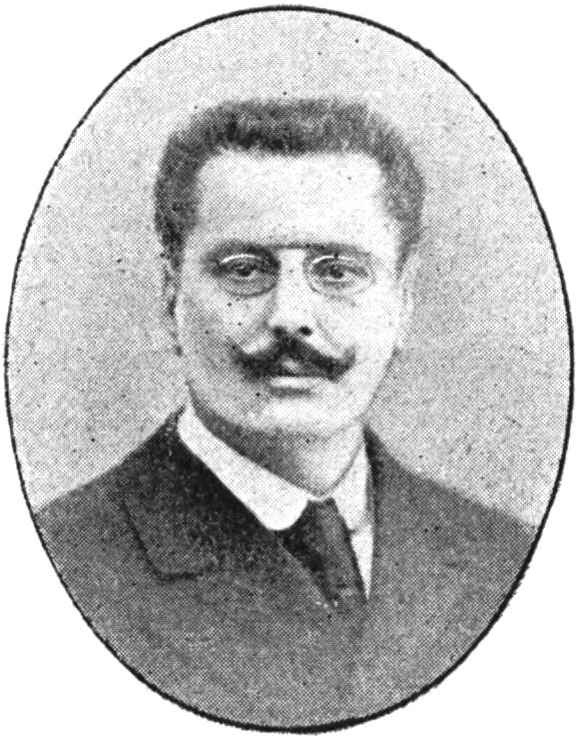
Fernand de Ramel (R)
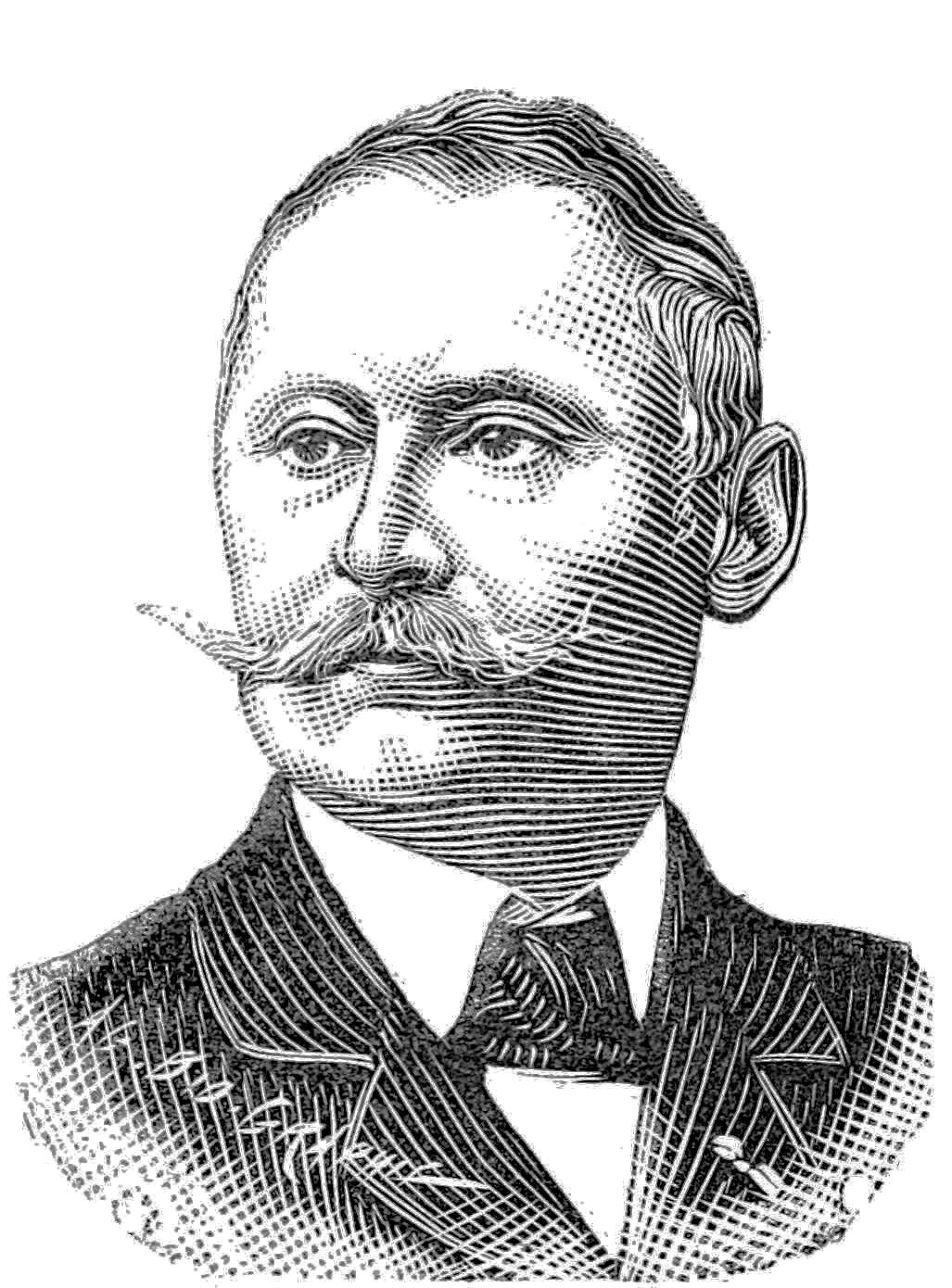
Jean de Sabran-Pontevès (d) (R)
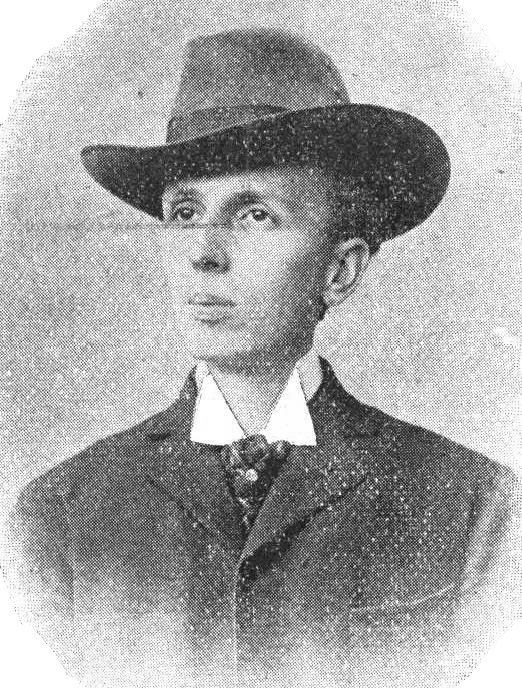
Raoul de Vaux (R), absent jusqu'au 3 novembre)

### Avocats
- Charles Boullay pour André Buffet
- Georges Devin, pour M. de Ramel
- Oscar Falateuf et Reuillier, pour Paul Déroulède
- Lucien Blin, pour Eugène Godefroy
- Choppin d’Arnouville pour de Vaux
- Polyeucte Berlier de Vauplane pour Jean de Sabran-Pontevès
- Chenu pour Barrilier et Marcel Habert
- Jacquier pour Lur-Saluces
- Emmanuel Évain pour Dubuc
- Joseph Ménard pour Jules Guérin.

### Débats et verdict

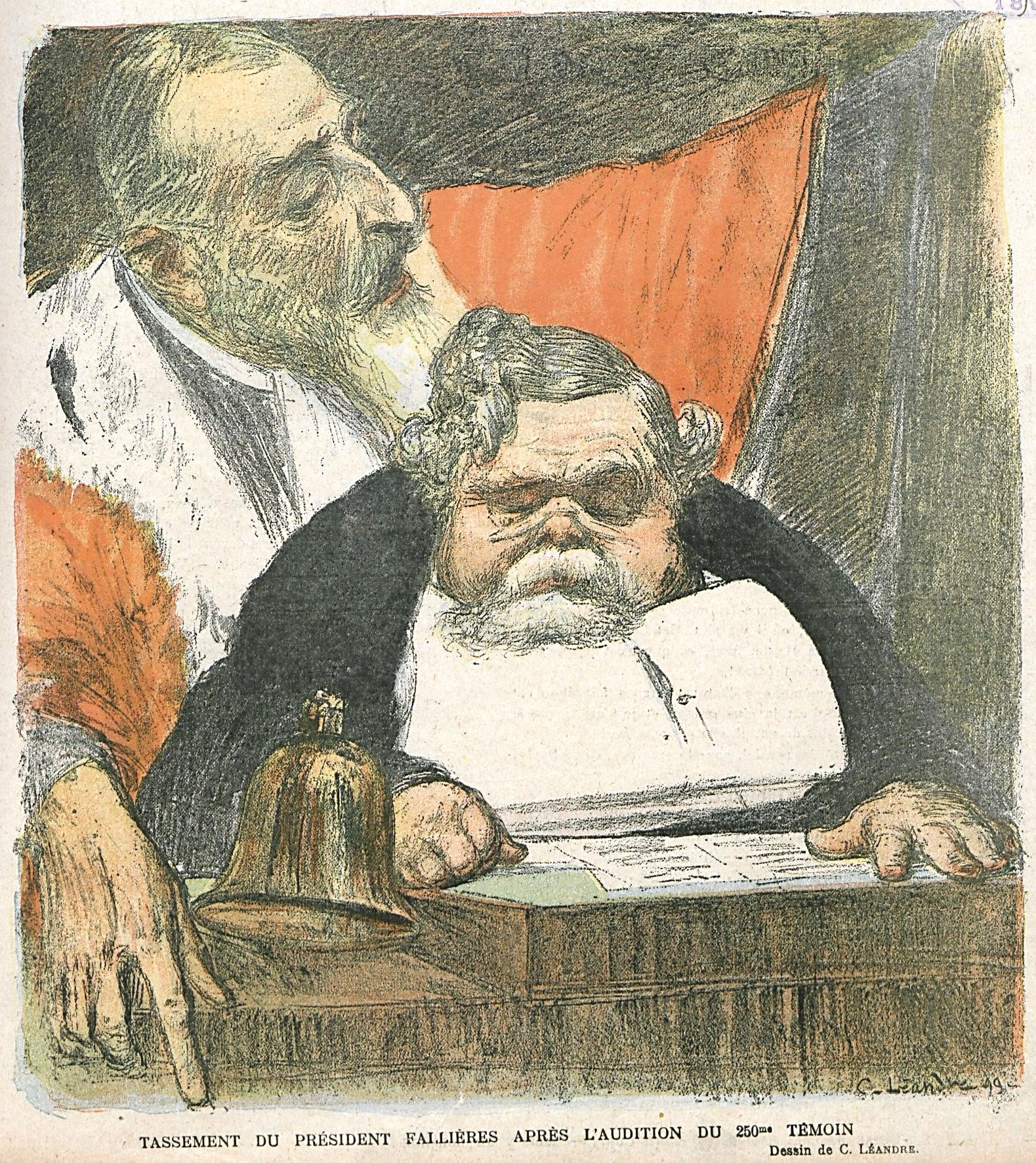
Caricature du procureur général Bernard et du président Fallières par Léandre (Le Rire, 16 décembre 1899).

Le procès, étalé sur trois mois et quarante-sept audiences, s'ouvre le 9 novembre 1899. La Haute Cour est présidée par le président du Sénat, Armand Fallières. Albert Sorel, secrétaire général de la chambre haute, a été nommé greffier en chef.
Comme l'a déjà souligné le député Paul de Cassagnac au lendemain de l'arrêt d'accusation du 30 octobre 1899, le rejet du chef d'inculpation d'attentat remet en cause la compétence de la Haute Cour, celle-ci ne pouvant juger que les personnes prévenues « d'attentat commis contre la sûreté de l’État » (article 12 de la loi constitutionnelle du 16 juillet 1875). L'un des avocats de la défense, Me Georges Devin, plaide par conséquent l'incompétence dès la seconde audience et reçoit l'appui du « père » des lois constitutionnelles de 1875, Henri Wallon. Après avoir entendu l'interprétation contradictoire du procureur général, les sénateurs votent, par 157 voix contre 91, pour la compétence (11 novembre 1899).
Les séances sont souvent houleuses, notamment en raison du comportement provocateur des jeunes antisémites (Cailly en particulier). La procédure a été critiquée a posteriori, notamment par Bertrand Joly, comme motivée par une volonté politique du gouvernement Waldeck-Rousseau, dépourvue de charges sérieuses et entachée d'irrégularités.
Réfugié à Bruxelles depuis le mois d'août, Marcel Habert se présente le 19 décembre 1899, par solidarité avec Déroulède. S'il évite ainsi les rigueurs de la contumace, il est cependant déclaré forclos et, par conséquent, son procès est disjoint de celui de ses camarades le 20 décembre 1899. Cette décision exaspère Déroulède, qui se lève de son banc pour dénoncer « l'obéissance de la magistrature servile aux ordres du gouvernement » et critiquer avec une grande virulence les sénateurs et le président de la République. Ces outrages lui valent deux années de prison, qui seront confondues avec la peine définitive, ainsi que son exclusion des débats jusqu'aux plaidoiries, qui sont prononcées dans les derniers jours de décembre.
Finalement, seuls quatre des inculpés sont déclarés coupables lors des audiences des 2 et 3 janvier 1900 : Buffet, Déroulède, Lur-Saluces (condamné par contumace) et Guérin. Les trois premiers sont condamnés le lendemain à des peines de dix années de bannissement. Guérin, qui écope de dix ans de détention en raison des circonstances aggravantes du Fort Chabrol, est incarcéré à Clairvaux.
Le 23 février 1900, la Haute Cour inflige également cinq années de bannissement à Marcel Habert. Condamné par contumace, Lur-Saluces se constitue prisonnier le 15 mai 1901. Rejugé par la Haute Cour du 24 au 26 juin 1901, il se voit accorder les circonstances atténuantes, obtenant ainsi une réduction de cinq années de sa peine initiale. Le 14 juillet suivant, la peine de Guérin est commuée en bannissement.
Dans un contexte de retombée de retombée des tensions, l'opinion publique ne s'est pas passionnée pour le procès et la sévérité du verdict est donc passée relativement inaperçue.
Finalement, les condamnés bénéficient de la loi d'amnistie votée le 30 octobre 1905 dans le cadre de la politique d'apaisement voulue par Maurice Rouvier, à la suite de l'affaire des fiches.